# ピュテアス
マッシリアのピュテアス（ギリシャ語: Πυθέας ὁ Μασσαλιώτης, ラテン文字転写: Pythéās ho Massaliōtēs、紀元前4世紀）は、ギリシア植民都市マッシリア（現在のマルセイユ）出身のギリシア人地理学者、探検家。紀元前325年ごろ、北西ヨーロッパへの冒険航海に出た。グレートブリテン島各地を訪れている。白夜や極冠、ゲルマン人について最初の記録を残した人物であり、フィン諸語種族と見られる民族についても最初の記録を残している。遠いトゥーレの伝説を地理的想像力に導入した人物でもあり、潮汐の原因が月だということを最初に述べた人物でもある。

## 航海時期について
大プリニウスは、紀元前350年ごろ生まれた歴史家ティマエウスがピュテアスがコハクを発見したという話を信じていたと伝えている。ストラボンは、紀元前285年ごろ亡くなったディカエアルコスはピュテアスの話を信じていなかったと伝えている。ピュテアスの航海の期間についての手がかりはそれらの記述が全てである。ティマエウスが何かを書き記すとしたら20歳（紀元前330年）以降だと考えられ、ディカエアルコスが後世に残るような作品を書いたのは紀元前300年以降と考えられるため、Tozer は航海が紀元前330年から紀元前300年の間になされたと推定した。中にはティマエウスが書き残すにはあと5年必要だとして、早くとも紀元前325年以降だとしている。他には全く証拠がない。
ピュテアス自身が20歳以前には何も書いていないと仮定すれば、ティマエウスやディカエアルコスは同時代に生きており、作家として競合していたと考えられる。彼らがピュテアスの書いた物を読んだのなら、上述の期間の初期にピュテアスの航海記が書かれたはずである。

## 記録

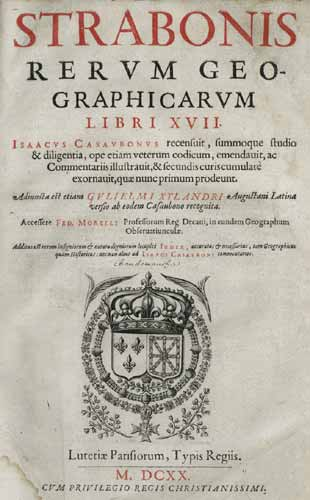
ストラボンの『地理誌』（1620年版）

ピュテアスの航海記は現存しておらず、後の作家による引用や抄録が残っているだけである。特にストラボンの『地理誌』、大プリニウスの『博物誌』、シケリアのディオドロスの『歴史叢書』の一節などが知られている。最初の2人を含む多くの古代人は単に「ピュテアスは……と言った」という形でピュテアスの著作を引用しているだけだが、天文学者のゲミノスはその書名を τὰ περὶ τοῦ Ὠκεανοῦ (ta peri tou Okeanou) と記しており、直訳すると「海洋についてのこと」だが時に "Description of the Ocean"、"On the Ocean"、"Ocean" と訳されている（日本語では『大洋』）。また、ロドスのアポローニオスの注釈の中では『地球周回の旅』（ギリシャ語: περίοδος γῆς, ラテン文字転写: periodos gēs）や『航海』 ギリシャ語: περίπλους, ラテン文字転写: periplous）といった書名を挙げている。
19世紀にはこれらの書名がそれぞれ別々の航海についての個別の著作の題名だと解釈していた。例えばスミスの Dictionary of Greek and Roman Biography and Mythology では、"Ocean" にブリテン島やトゥーレへの航海が描かれ、"Sail Around" にカディスからドン川までの航海が描かれていたという説を採用している。古代の文献には複数の書名が1つの著作に対応していることがよくある。例えば、ある章の題名が全体の書名の代わりに使われたりする。現在では航海記などをペリプルスと呼び、ピュテアスの著作は "on the Ocean"（『大洋』）というペリプルス1作のみだというのが主流の見解である。
ディオドロスはピュテアスの名を記していない。ディオドロスの記述とピュテアスの関係は次の通りである。大プリニウスは「ティマエウスは Mictis という島があると述べている……スズが産出するため、そこでブリテンの人々が交易している……」と記しており、ディオドロスはスズが取引される島を Ictis だとしており、そのためそこにエンポリウムがあるとしている。一方ストラボンはロワール川河口に Corbulo という島があってそこにエンポリウムがあり、ポリュビオスによればピュテアスのブリテンと関係が深いと記している。Ictis、Mictis、Corbulo が同じ島を指しているとすれば、ディオドロスがティマエウスの著書を読んでいたことになり、ティマエウスもポリュビオスもピュテアスの著作を読んでいたことは確実である。一方ストラボンもピュテアスの著作を直接読んだことがなかったと見られ、さもなくばポリュビオスを引き合いに出す必要はなかっただろう。

## 航海をめぐる状況
地中海の航海者の中でブリテン諸島に到達したのはピュテアスが最初ではない。さらに古いペリプルスである Massaliote Periplus の内容は4世紀ローマの詩人 Avienus がかなり長く引用している。この現存しないペリプルスはマルセイユから出航した船のもので、紀元前6世紀、マッシリアが建設されて間もなくのものとされている。その内容は主にスペインやポルトガルの南岸についてのものだが、アルビオン（ブリテン島の古名）を経由して「聖なる島」（アイルランド島）を訪れたという簡単な記述がある。
ピュテアスが出発した時期は不明である。当時カルタゴがジブラルタル海峡を握っており、他国の船を通さなかった。そのため19世紀末までの歴史家は、ピュテアスがロワール川かガロンヌ川河口まで陸路で行ったのではないかと推測した（根拠は全くない）。カルタゴによる封鎖から脱するため、昼は海岸に潜み、夜だけ帆走したのではないかという説もあった。
20世紀になると新たな説が浮上してきた。紀元前4世紀には地中海西部のギリシア植民都市（特にマッシリア）はカルタゴと友好関係にあったとする説である。マッシリアはカルタゴに対して軍事的優位に立っていたとする説であり、紀元前6世紀末と紀元前490年に両者が戦争してマッシリアが勝利したという。そのためカルタゴはマッシリアと協定を結び、それ以降イベリア半島の地中海沿岸への植民都市建設に際して問題も発生しなくなったという。実際、考古学的にも地中海西部でギリシア製陶器が減少した時代はなく、カルタゴ製の工芸品と並んで出土することも多い。
またグナエウス・ポンペイウス・トログスによれば、マッシリアはローマが共和政となる以前から親密な同盟国だったという。マッシリアはローマが紀元前396年にウェイイを征服するのを手助けし、紀元前390年にローマがガリア人に包囲されたアッリアの戦いの際にはマッシリア人が寄付を募ってローマを支援した。マッシリアはローマ元老院にも議席を持っていた。
紀元前348年、シケリア戦争中だったカルタゴとローマは休戦協定を結んだ。ローマはシチリアの市場を使うことができ、カルタゴはローマで商売ができることになった。カルタゴが捕虜にして奴隷としたローマ同盟国の市民は解放された。ローマは地中海西部には手を出さないことになったが、マッシリアにはその条項は適用されなかった。ピュテアスが航海を行った紀元前4世紀後半、マッシリアとローマとカルタゴの関係は比較的平穏で、マッシリア人は自由に海を行き来できた。実際、その航海についての文献にはカルタゴとの問題があったという証拠は全くない。
ピュテアスの航海の最初の部分については、ストラボンがエラトステネスの文章を参照して概説しているが、ピュテアスが出典だということで間違っているとしている。見たところピュテアスは「聖なる岬」(Ieron akrōtērion)で潮汐が終わったと述べており、おそらく現在のポルトガル南西端のサグレス岬を意味している。そこからカディスまで帆走で5日かかるとしている。ストラボンはピュテアスがこのあたりの距離をあいまいにしてタルテッソスの位置を正確に記録していないことに不満を述べている。こういった場所について航海の記録を残していることから、ピュテアスはジブラルタル海峡を通ってポルトガルの海岸に沿って北に帆走していったことがわかる。

## ブリテン諸島発見

### 一周

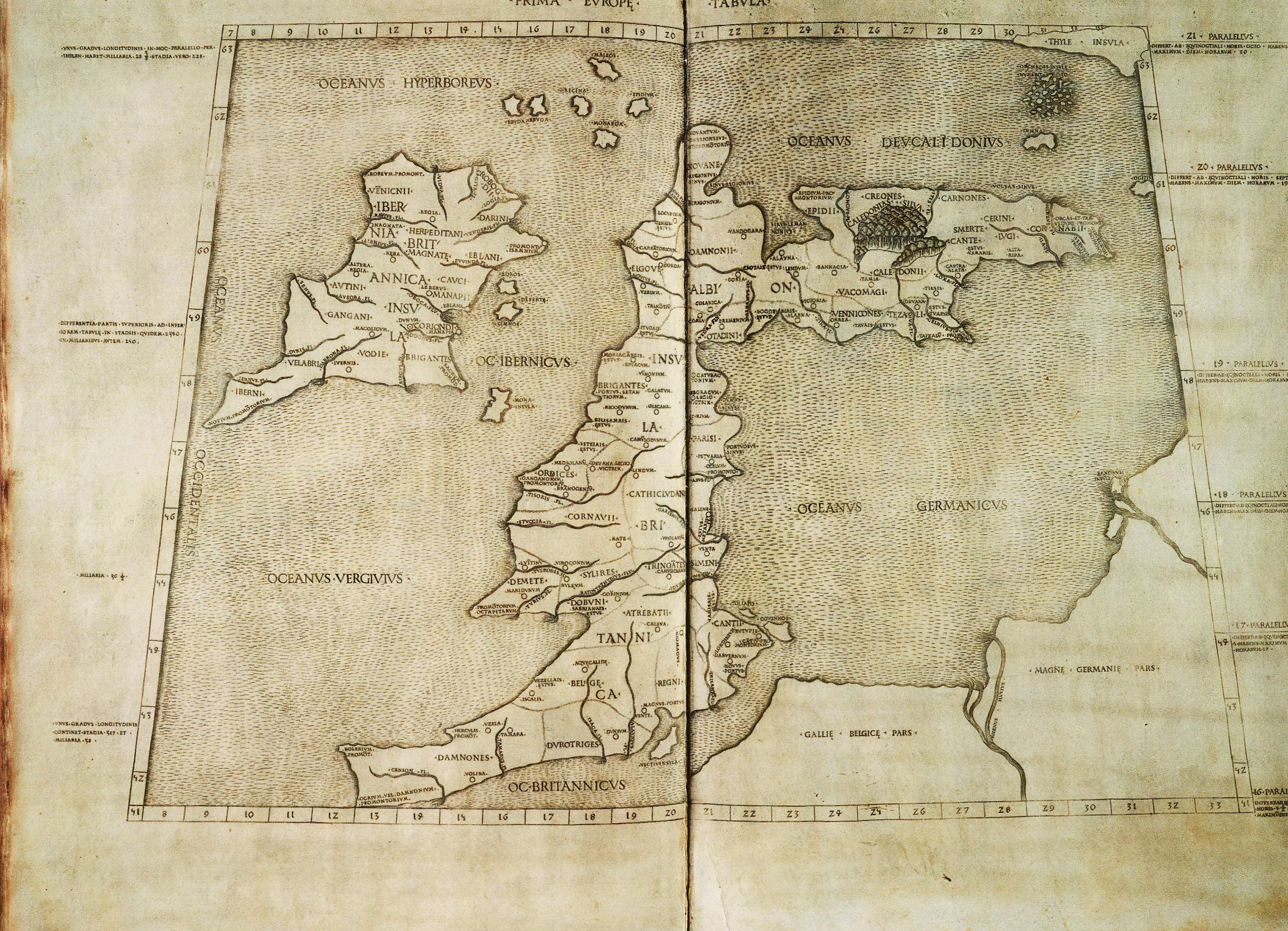
プトレマイオスの地図を1490年にイタリアで復元したもの。この地図は1世紀ごろのローマによる征服のころ、道路の線と海岸に沿っての調査に基づいて作られた。しかし、スコットランドが妙な形になっている。その原因としてプトレマイオスがピュテアスによる緯度測定結果を使った可能性も考えられる。 プトレマイオスがピュテアスの実際の緯度測定結果を知っていたかどうかについては議論が必要である。

ストラボンはピュテアスが「ブリテンの行ける所を全て旅行した」と述べていると記している。原文で使われている epelthein は「行く」という意味で特にその手段は限定していないし、ピュテアスが特に文章がうまかったとも思われない。また、"whole"（全て）という単語も使っておらず、perimetron（周長）40000スタディア以上と表現している。ヘロドトスの定めた1スタディオン約600フィートを適用すると4545マイルということになるが、実際ピュテアスがどういう距離を1スタディオンとしていたのかは不明である。ストラボンはピュテアスがよほど気に入らなかったようで、ここでも40000スタディアもの距離を歩けたはずがないとしてピュテアスの評判を悪くしようと言う意図が働いているように見える。
シケリアのディオドロスは『歴史叢書』で似たような値の42500スタディア（約4830マイル）を挙げており、ブリテンを囲む三角形の周囲の長さだと説明している（グレートブリテン島がだいたい三角形の形状になっていることからだと思われる）。この一致はディオドロスもティマエウスを通してピュテアスの情報を採用しているためだと思われる。大プリニウスはピュテアスの報告した周囲を4875ローマンマイルだとしている。
探検家フリチョフ・ナンセンはこれについて、ピュテアスの明らかに空想的な値はティマエウスの誤りだとしている。ナンセンによれば、ストラボン（とシケリアのディオドロス）はピュテアスの著作を読んだことがないが、ティマエウスの著作で間接的にピュテアスを知っているだけだとしている。ピュテアスは航海日数しか記録していなかった。ティマエウスはこれに1日1000スタディアという当時の帆走距離の平均値をかけて距離に換算した。ピュテアスが1日560スタディアで航海したとすると、一周は23800スタディアとなり、ナンセンの1度当たり700スタディアに相当するという説と合致する。ナンセンはさらに、ピュテアスが天文データを収集するためにしばしば停船したに違いないと指摘し、そのため1日の帆走距離が通常より少なかったのだとした。シケリアのディオドロスの示した距離からピュテアスがブリテンを一周するのにかかった日数を42.5日とした。
ナンセンの計算によれば、ブリテンの周長は23800スタディア、2375マイルとなる。これはブリテン島を三角形で囲んだときの周長に近いが、これによってピュテアスについて何かが証明されるわけではない。周長 (perimeter) を海岸線長 (coastline) と解釈することもあるが、この解釈は誤解を招く。全ての湾や入り江を考慮した海岸線長は12429km（7723マイル）である (en)。ピュテアスはこの値とディオドロスの示した値の間の任意の周長を航海したと考えられる。ポリュビオスはさらにピュテアスがブリテン島を徒歩で一周したとしているが、ポリュビオス自身もこれには懐疑的だった。ストラボンは嘘だと断じているが、周長はピュテアスがブリテン諸島を一周したことの証拠にはならない。ピュテアスの言葉がもっと発見されない限り、この問題は今後も解決されないだろう。

### ブリテンという名称の記述と命名
ストラボンによればピュテアスは「ブリテン」を Bretannikē という女性名詞形で呼んでいたが、これは「ブリテンの」という形容詞形でもある。大プリニウスは Britannia と呼び、ブリテン諸島の意味では Britanniae と呼んでいた。ディオドロスは Brettanikē nēsos すなわち「ブリテン諸島」、あるいは Brettanoi すなわち「ブリテンの」という単語を使っている。クラウディオス・プトレマイオス は Bretania と Bretanikai nēsoi を使っている。
一見するとピュテアスが Britannia という名称を最初に使ったように思われる。しかし写本によっては B- が P- になっているものもあり、ピュテアスが元々聞き取った名称は P- で始まる *Pretania や *Pritannia などだった可能性が高い。一般に元々 P- で始まっていたものをガイウス・ユリウス・カエサルの時代のローマ人が B- に転換したと見られている。

ピクトの石に描かれている形状の例

ブリテン (Britain) はウェールズ語の Ynys Prydein（ブリテンの島）に由来し、これはQケルト語の Cruithne のアイルランド語での語 Cruithen-tuath（ピクト人の土地）のPケルト語での異音である。元になっているスコットランド/アイルランドの単語は cruth、ウェールズ語では pryd で「姿形 (form)」を意味する。つまりブリテンとは「姿形の人々」を意味し、刺青をしていた民族を指している。ローマではそれをピクト人 (Picti) と呼び「描かれた」を意味する。
このような語源の考察が正しいなら、ピュテアスがPケルト語の言葉を持ち帰ったということになり、アイルランドを訪れていないか、Qケルト語を話すアイルランドの原住民と話をしていないことになる。また当時既にウェールズ祖語がブリテン各地で使われており、ケルト語派は既に分裂していたことになる。
ディオドロスはピュテアスの記述に基づき、ブリテンが寒く霜の多い地だとしている。これはピュテアスが霜を見たが吹雪や流氷を見ていないことを意味し、早春にブリテン諸島をめぐったことを示唆している。

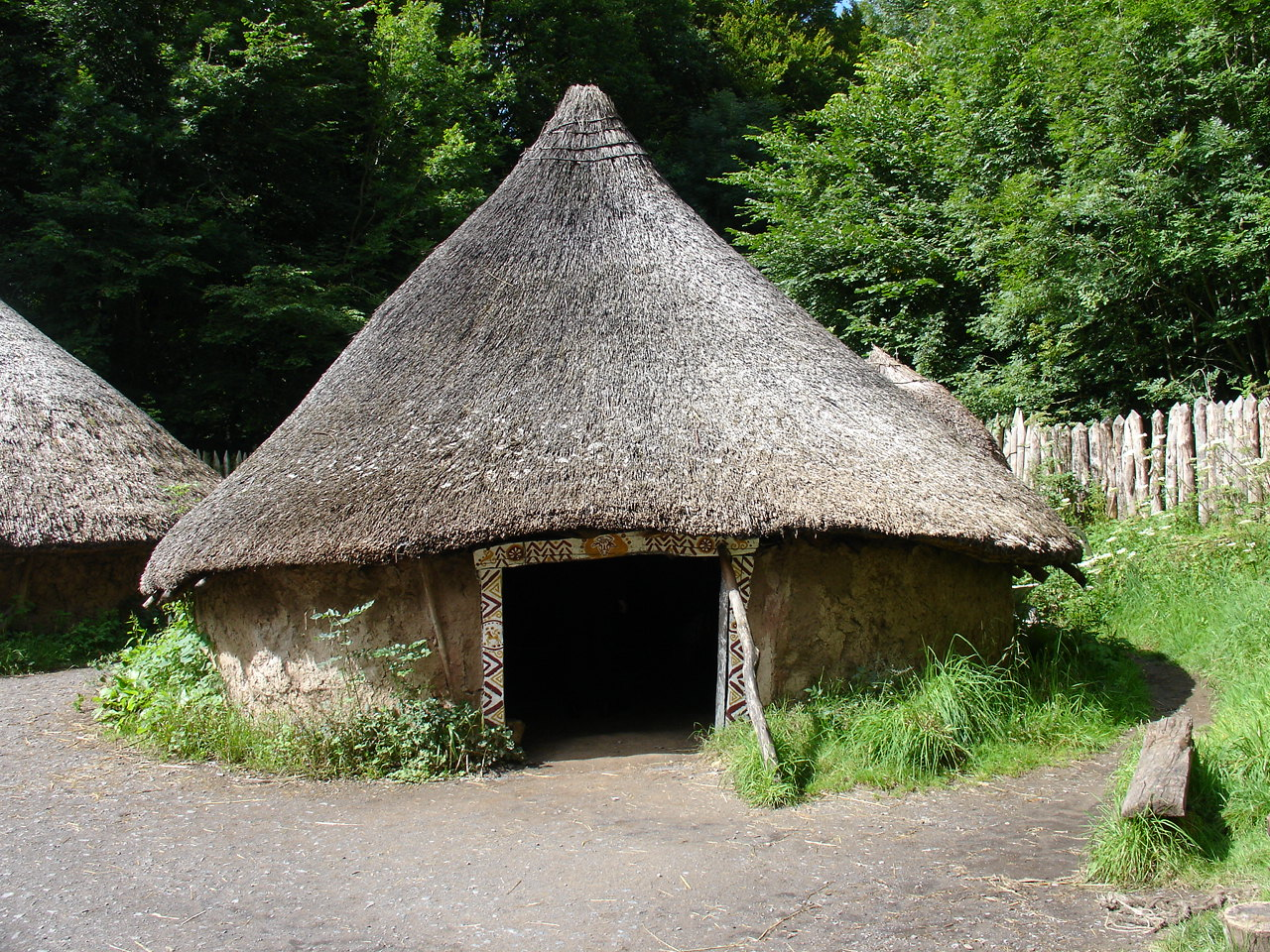
ウェールズにある古代ケルトの住居の復元

原住民についてピュテアスは、藁葺き屋根の小屋に住み、地面に穴を掘って穀物を貯蔵し、パンを焼いて食べていたと記している。風習は単純 (ēthesin haplous) で食事もあっさりしていた。各地に王がおり、互いに平和を保っていた。兵士はギリシア人がトロイ戦争でやったようにチャリオットを使っていた。

### ブリテンの3つの頂点: Kantion, Belerion, Orkas
ディオドロスはヨーロッパ大陸に最も近い地点を Kantion（ケント）の岬としており、100スタディア（約11.35マイル）離れているとしているが、その記述はあいまいである。すなわち、それが大陸側なのかブリテン諸島側なのか判然としない。そこから4日の帆走で到達する岬が Belerion であり、コーンウォールに対応すると見られる。そして3角形の3つめの頂点が Orkas で、おそらくオークニー諸島の最大の島のことだと見られている。

### スズの交易
コーンウォールの原住民はスズのインゴット（鋳塊）を生産していた。鉱石を掘り、溶かして指の骨のような形の塊を作っていた。そしてそれを干潮のときに Ictis の島に運ぶ。商人がそこでスズ鋳塊を購入し、馬に乗せてローヌ川河口まで運んだ。ディオドロスは、コーンウォールの人々は商人とのやり取りに慣れているため、文明化されたやり方で余所者をもてなすとしている。

## トゥーレ発見

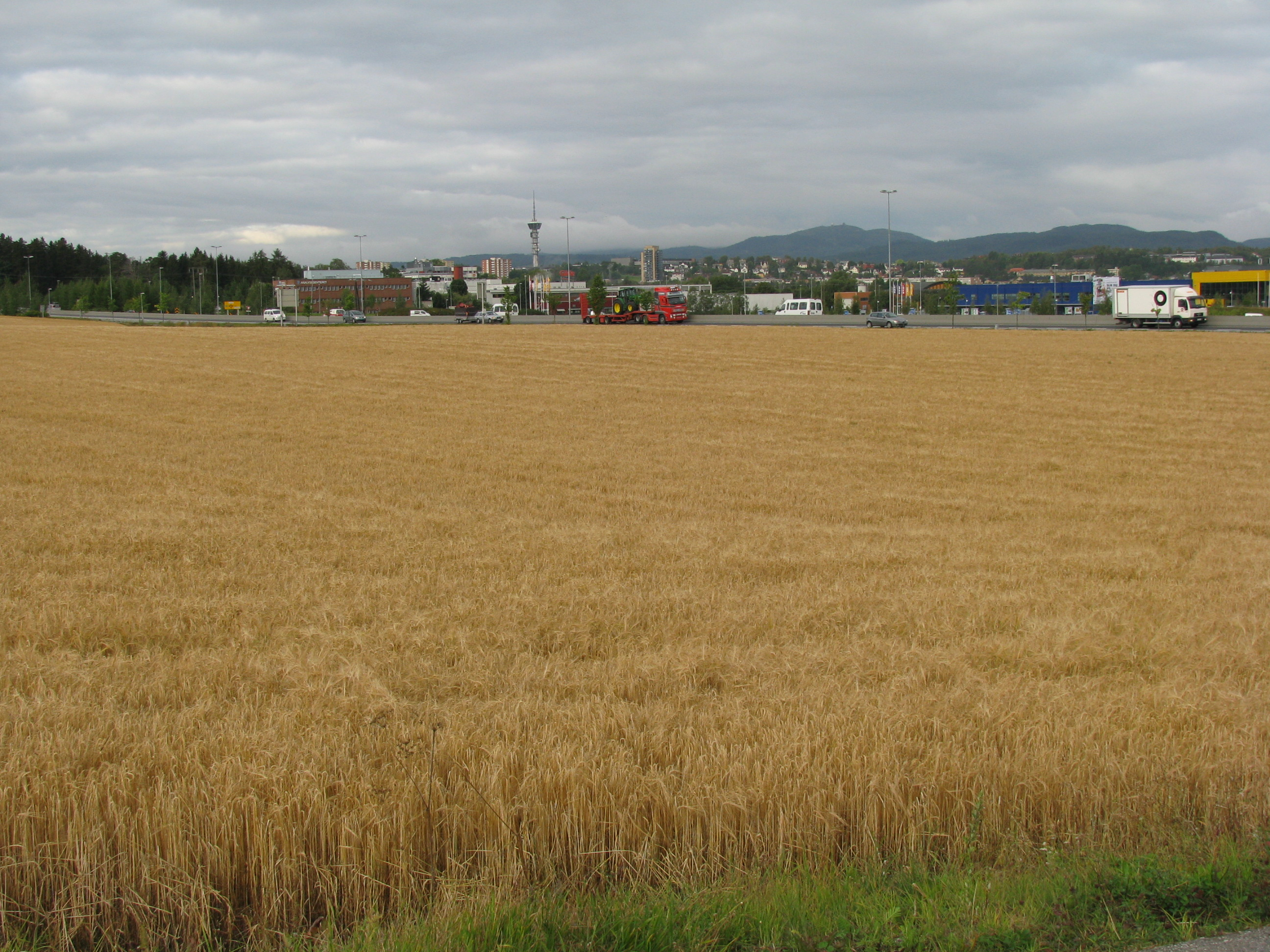
現代のノルウェー、トロンハイムの小麦畑

ストラボンはポリュビオスの「ピュテアスは自分が世界の果てまでヨーロッパの北方地域全体を探検したと断言している」という文章を引用している。ストラボンはこれを信じていなかったが、ピュテアスが世界の果てと述べた意味を解説している。その中で「トゥーレ」（Thoulē）がブリテン諸島の最北端にあるとしている。そこでは夏至に太陽が沈まなくなるという。これはピュテアスが北極圏に到達したことを意味すると思われるが、ストラボンはピュテアスが嘘つきだということを示すためにあえて触れている。
トゥーレはブリテンから北に6日間帆走した位置にある島とされており、凍結した海（pepēguia thalatta =「凝固した海」）に近いという。大プリニウスは太陽がかに座に位置する夏の間は夜が訪れないと記しており、やはり北極圏であることを裏付けている。さらにトゥーレへの航海の始点が Berrice という島だと記しており、「一番大きい」という記述からアウター・ヘブリディーズ諸島の最大の島ルイス島を意味すると見られている。Berrice がアウター・ヘブリディーズ諸島にあったとすれば、そこから出発した場合にスカゲラク海峡を見落としてノルウェーのトロンハイムあたりに到達したことも十分ありうる。このような航路を辿ったとすれば、ピュテアスがブリテン諸島を実際には一周せず、より広範囲を航海してドイツ沿岸に沿って帰ってきたとも考えられる。
トゥーレの位置を明らかにしようと後世の地理学者が試みたが、データに不整合があり、クラウディオス・プトレマイオスの地図でスコットランドが大きく歪んでいたことにも惑わされた。ストラボンによれば、エラトステネスはトゥーレの緯度をポリュステネース（ドニエプル川）河口から北に11500スタディア（1305マイル、16.5度）の位置だとしたという。この川の河口の緯度（緯線）はピュテアスも計測の基準としたケルティカ（ガリア）を通っている。マッシリア（マルセイユ）から北に3700から3800スタディア（5.3度から5.4度）の緯度を基準とすれば、トゥーレの緯度は64.8度から64.9度となり、北極圏にかなり近い。これはちょうどトロンハイムの緯度に近く、ピュテアスがそこに上陸したと推測される。
ゲミノスはピュテアスの On the Ocean について次のように引用している。
……原住民は我々に太陽が沈むところ (the place where the sun goes to rest) を示した。その時期夜は非常に短く、せいぜい2、3時間で再び太陽が昇ってきた。

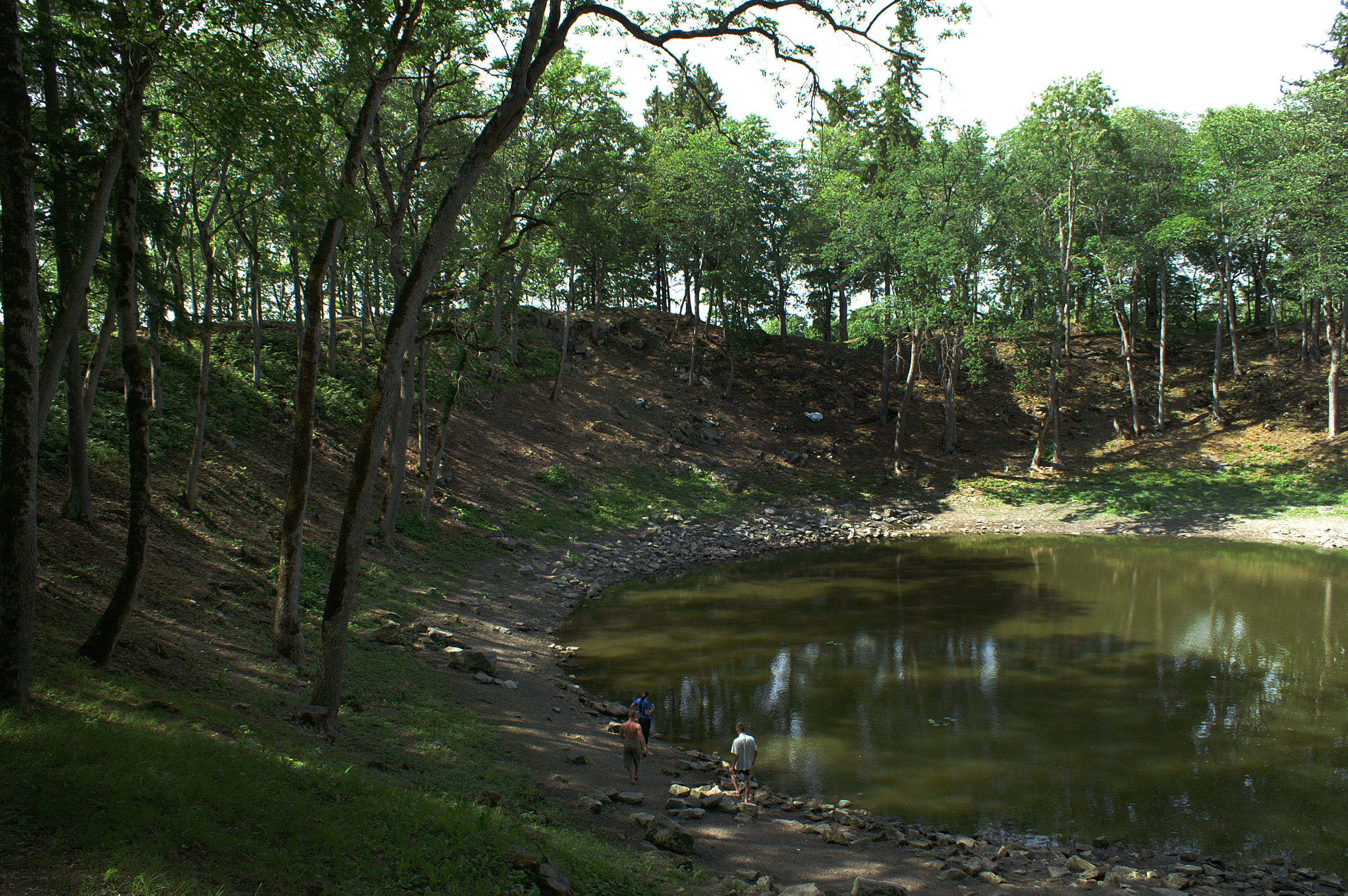
エストニアのサーレマー島にあるカーリ・クレーター

レナルト・メリはトゥーレがサーレマー島だという説を唱えた。これは "Thule" がエストニア語の tule（火）に対応するということと、カーリ・クレーターの起源にまつわるエストニアの伝承を根拠としている。カーリ・クレーターは「太陽が休む (The sun went to rest) ところ」と言われている。
ナンセンはこの記述について、ピュテアスが実際にそこに行き、夏至のころ昼が21時間から22時間となる緯度であることを示したものだとしている。彼はそこから緯度を64度32分から65度31分と計算し、ヒッパルコスのトゥーレの緯度に関する記述を支持した。また、ストラボンは次のように記している。
マッシリアのピュテアスは、トゥーレが最北にあると述べており、その夏至回帰線（天球に夏至の太陽が描く線）が極圏（天球のうち年中沈まない部分）と一致しているという。
エラトステネスは基準となる緯度をさらに北、マッシリアからケルティカに向かって5000スタディア（7.1度）の距離とし、ノルマンディーに基準線を置いた。ブリテンの北端とされたクライド湾はスコットランド北部にあるが実際には最北端ではない。ストラボンによるピュテアスの記述の解釈に適合させるため、クラウディオス・プトレマイオスは地図作成時にスコットランドを90度回転させなくてはならなかったという説もある。
5000スタディアは過大すぎるかもしれない。それではポリュステネース河口ではなくキエフのあたりの緯度になってしまう。しかしこちらを基準とすればピュテアスは確実に北極圏まで到達したことになり、ノルウェーで言えばロフォーテン諸島の少し南あたりになる。表面上はエラトステネスがケルティカの最北端を通るように基準線を変更したように見える。ヒッパルコスが述べているように、ピュテアスがケルティカ内で基準として引用した地は、彼が最初に上陸した場所だと考えられる。ノルウェーにおいても同様だと考えると、トゥーレはノルウェーのトロンハイムからロフォーテン諸島までの北西海岸のどこかだということになる。
探検家リチャード・フランシス・バートンもトゥーレを研究した1人で、何世紀にもわたって様々な定義がなされてきたことを指摘している。ピュテアス以外にも数多くの作者がトゥーレについて書いている。ピュテアスのトゥーレの位置は依然として不明である。古代の作家が示した緯度はほぼ一致している。位置を特定するのに不足しているデータは経度ということになる。
ピュテアスはブリテン諸島の北端の Berrice という島から北に向けて出発したが、その後真っ直ぐ進んだのか、左右どちらかに方向転換したのかも定かではない。ローマ帝国の時代から様々な著作家が様々な可能性を指摘してきた。アイスランド、シェトランド諸島、フェロー諸島、ノルウェー、グリーンランドといった場所がトゥーレではないかと言われてきた。大プリニウスの『博物誌』の写本によっては出発点を Berrice ではなく Nerigon としているものがある。このため Nerigon が「ノルウェー」に似ているということでトゥーレをアイスランドだとする説が有力視された。つまり、帆船がノルウェーから西に向かって出航すればアイスランドに到達するに違いないという論理だった。バートン自身もこの説を支持している。
標準的な文献では Berrice だが、Bergos や Vergos も列挙されている。その中には Scandiae という島も同列にあり、これらの島々がスカンジナビア半島の島だとする説にはやや難がある。さらにプロコピオスは、スカンジナビアは古くはトゥーレと呼ばれ、ゴート族の故郷だとまで記している。アイスランドはピュテアスの時代にはヨーロッパからの植民がまだ始まっておらず、トゥーレとするには無理がある。同じ理由でグリーンランドも除外される。ピュテアスがバルト海あたりから帰路に着いたという点はプロコピオスの見解に有利である。
トゥーレの原住民について、ストラボンはピュテアスの言をしぶしぶ引用している。
……彼はことによるとこの点では実際に寒帯に近い場所に住む人々について事実を書いたのかも知れない……（トゥーレの）人々は雑穀、果実、根菜などを主に食べている。穀物や蜂蜜が採れる地域もあり、それらを原料として飲料を作っている。日が短いので、穂を倉庫内に集め、そこで脱穀する。日が射さず雨も降るので、屋外の脱穀場は役に立たない。
この記述は、納屋で脱穀する習慣があり、蜂蜜酒と思われるものを作っている農耕国を描いている。地中海地域では脱穀は屋外で行うのが普通だった。

## 流氷

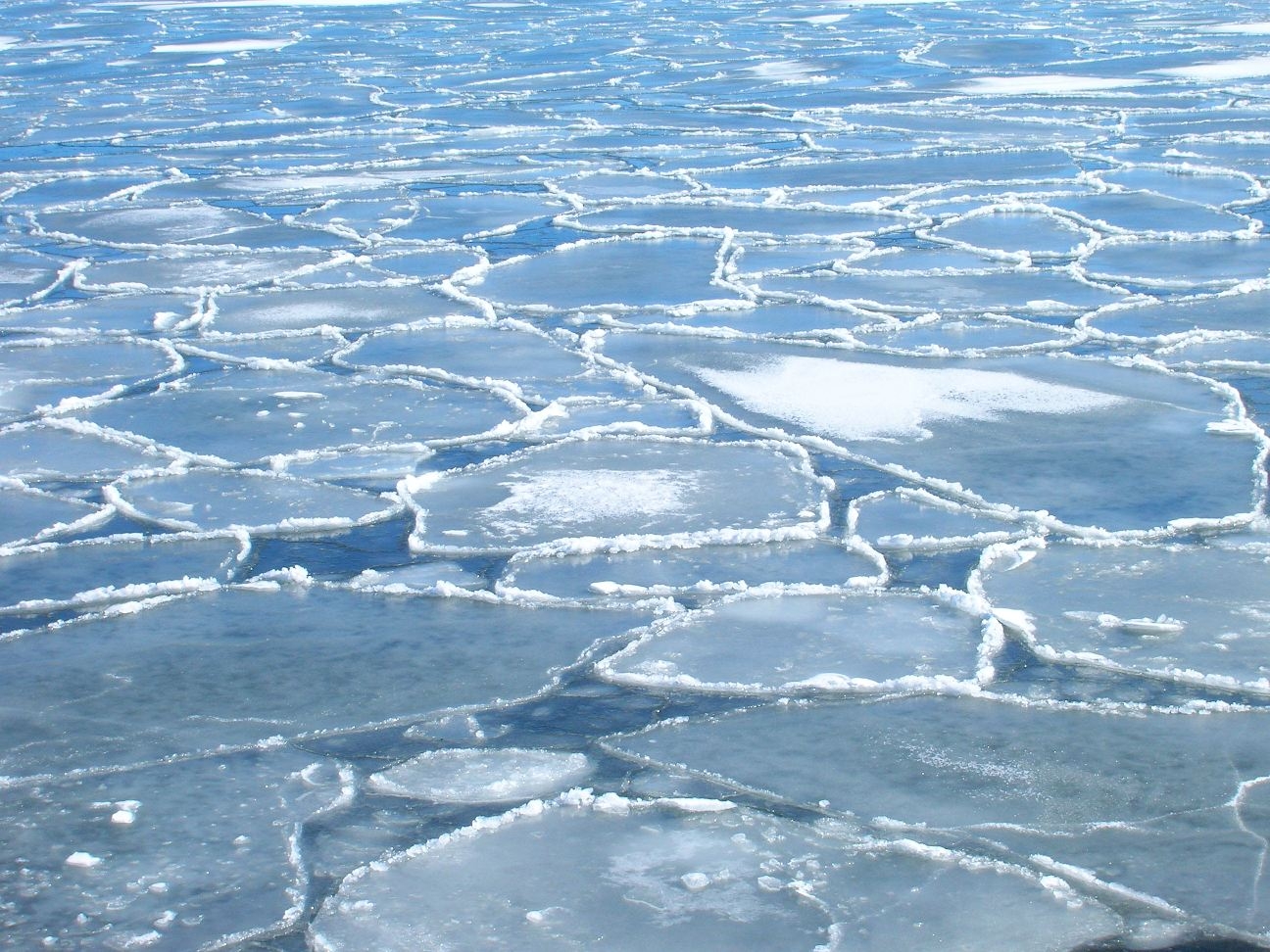
春になるとスウェーデンの海岸に漂着するバルト海の流氷

大プリニウスは Berrice から Tyle（トゥーレ）への航海について記した後、次のように記している。
A Tyle unius diei navigatione mare concretum a nonnullis Cronium appellatur.
トゥーレから1日の帆走で凍りついた海にたどり着く。これを「クロノスの海」などとも呼ぶ。
mare concretum という記述はストラボンの pepēguia thalatta という記述と一致しており、おそらくストラボンが春の流氷が見られる topoi（場所）と記したのと同じと見られ、ピュテアスはそれ以上北に進むことができず、これを世界の果てとした。ストラボンは次のように記している。
ピュテアスによれば、トゥーレ周辺の海域は地面も海も空気も渾然一体となって "marine lung" のようであり、歩くことも船で進むこともできない。
"marine lung" (pleumōn thalattios) とはクラゲを意味するとみられ、古代人が sea-lung と呼んだ種類のクラゲと思われる。sea-lung についてはアリストテレスが『動物部分論』4巻5節で、感覚がなく漂う生物だと記している。アリストテレスが指している生物が何かは特定できていないが、大プリニウスは pulmones について感覚を持たない海洋生物の種類だとし、特に halipleumon ("salt-water lung") を挙げている。アリストテレスの著作を翻訳し注釈を添えた William Ogle がそれを sea-lung とし、刺胞動物の一種のクラゲで移動に際して肺のように膨張と収縮を繰り返すとしている。流氷は水に浮かぶ円形の板のようであり、英語では "pancake ice" とも呼ぶ。
ピュテアスが流氷を観察したということは、古くから定説となっており、Nathaniel Bowditch の The American Practical Navigator でも34章の Ice in the Sea でピュテアスに言及している。流氷の海の先端では、水と溶けかけた流氷が混合し、霧が立ち込めている。

## バルト海発見

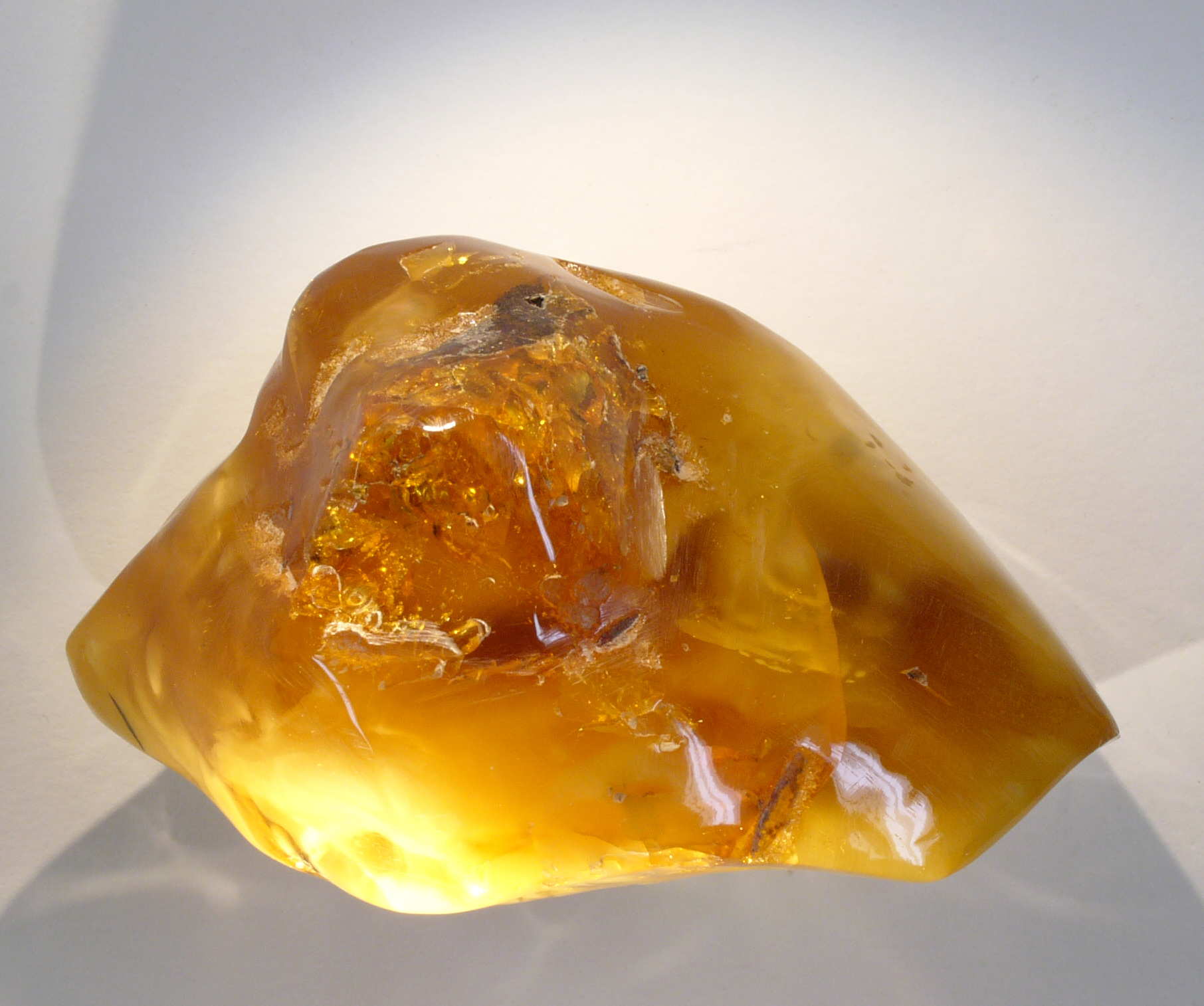
コハク

ストラボンはピュテアスが「ライン川を超えてスキタイまで」到達したと述べていることを紹介しているが、それを嘘だとしている。クラウディオス・プトレマイオスなどをはじめとする共和政末期からローマ帝国初期の地理学者らは、スキタイがヴィスワ川河口から東に住んでいると考えていた。したがってピュテアスが指しているのはバルト海の南岸一帯である。この文章が本当ならほかに解釈のしようがない。ペリプルスは航海日誌の一種であり、それを信じるならピュテアスはヴィスワ川河口まで到達したということになる。
大プリニウスの『博物誌』には次のように記されている。
ピュテアスによれば、ゲルマン人の民族 Gutones が Mentonomon という海洋の入り江沿いに住んでおり、その領域は6000スタディアにも及ぶという。その居住地域から1日の帆走で Abalus という島に到達し、その海岸には春に打ち寄せる波によってコハクが打ち上げられる。このコハクは海の産物であって、住民はこれを燃料として使い、近隣に住む Teutones に売っている。
"Gutones" は写本の際に Guttonibus および Guionibus を単純化した語と見られ、主格では Guttones または Guiones となる。ゴート族と解釈するのが主流である。Mentonomon（主格）は Metuonidis（属格）となっている写本もある。その語源についてはいくつか説があるが、広く受け入れられている説はない。コハクはその名で記されていたわけではなく、concreti maris purgamentum（凍結した海のくず）とされている。ディオドロスはこれを ēlektron、すなわちギリシア語のコハクだとした。大プリニウスが示しているのは古代の見方であり、当時コハクはバルト海地方からもたらされる貴重な石だったが、ピュテアスによればその高価な石をゲルマン人は燃料に使っているらしいという形で紹介している。
"Mentonomon" は aestuariumすなわち「入り江」または「広い河口」で6000スタディアの幅があるとされている。ヘロドトスの定めた1スタディオン600フィートで換算すると681マイルになる。この値はスカゲラク海峡からヴィスワ川河口までの距離に相当するが、6000スタディアという距離がどことどこの距離なのかはどの文献にも書かれていない。
それより前に大プリニウスは、スキタイの住む海岸から3日の帆走で Xenophon of Lampsacus が Balcia、ピュテアスが Basilia と呼ぶ大きな島に到達すると記している。これは一般に上述の Abalus と同一の島だと解釈されている。コハクが産出する島だとすると、ヘルゴラント島、シェラン島、グダニスク湾の海岸、サンビア半島、クルシュー・ラグーンが古来からコハクの産地として知られていた。なおこの一節は Germania という語が使われた初期の文献である。

## ドン川
ピュテアスはヴィスワ川河口から帰路についた。そこから先も探検したとすると、当時スキタイだと思われていた古代バルト人に出会っていただろう。ポリュビオスは、「ピュテアスはそこ（北方）から戻り、カディスから Tanais までのヨーロッパの海岸全体を旅した」と記している。Tanais は一般にドン川の古名とされており、この一節がピュテアスが今度は地中海を東に向かって黒海北岸まで航海したことを意味していると考えた者もいる。これが事実だとすると、ピュテアスはヨーロッパ大陸を一周しようとしてスキタイに出会って時計回りを断念し、反時計回りで行こうとしてドン川まで行ったと推定することもできる。ただし、そのような意図があったという証拠は全くない。むしろ、Tanaisがドン川を意味するのではなくエルベ川のような北の川を指しているという説もある。

## 緯度の測定

### 太陽の高さによる緯度
ピュテアスについて語るとき、ストラボンは直接話法で「ピュテアスは……と言う」と記している。しかし、天体観測について語る部分では「ヒッパルコスによれば、ピュテアスは……と述べたとされている」というように間接話法にしている。これはストラボンがピュテアスの著作を直接読んでいないこともあるが、地球の座標（緯度と経度）を1周360度で表すという体系を考案したヒッパルコスに敬意を表しているとも言える。
ストラボンはヒッパルコスに倣って度を使っている。ストラボンもヒッパルコスもピュテアスが度を使っていたとは述べていない。ではどうやってピュテアスが緯度（に相当する値）を得ていたかというと、ストラボンによればピュテアスは三角関数の正接（タンジェント）で天体の高度（仰角）を表しており、gnōmōn と呼ばれる器具（日時計の針）を使っていた。つまり、直角三角形の底辺と垂直な辺の比率で角度を表していた。斜辺が天体を指すように調整し、そのときの底辺（gnōmōnと視点の水平距離）と垂直な辺（gnōmōnの高さ）を測定するのである。
ピュテアスはマッシリアでの太陽の高度（仰角）を夏至の正午に計測した。正接の比率は120（gnōmōnの高さ）と41と5分の4（影の長さ）だった。ヒッパルコスはこの比率がビュザンティオンで同様の計測をしたときと同じだと述べており、マッシリアとビュザンティオンは同緯度だということになる。ナンセンなどは、これを余接（コタンジェント）で209/600のように正接の反対の比率で表すことを好む。いずれにしてもこの場合の角度は45度より大きい。当時は小数がなかったが、このときの正接を小数で表すと約2.87になる。
彼らが正接の値から逆正接値、つまり角度を求めることができたとは思えない。現代なら計算機がなくとも数表があれば角度を知ることができる。ヒッパルコスはいくつかの角度についてそのような数表を作っていたと言われている。このときの角度は70度47分50秒だが、これは緯度ではない。
夏至の日の正午、太陽のつくる影の線は経度の平面（両極とマッシリアを通る大円）上にある。地軸が公道面に対して傾いていなければ、赤道上に垂直に立てた棒には影ができない。棒を赤道よりやや北に立てると南北に影が伸びるようになる。つまり、仰角が90度なら緯度は0度になり、仰角と緯度の総和が常に90度になる。しかし、実際には地軸が太陽に対して傾いているため、そのぶんを補正しなければならない。この傾きを赤道傾斜角と呼び、当時は23度44分40秒だった。したがって、マッシリアの緯度は43度13分ということになる。これはマルセイユの実際の緯度43度18分と比較すると5分しかずれていない。あるいは、ピュテアスが水平線が見えるところで太陽を観測しようとしてマッシリアの南で測定した可能性もある。

### 北極星の高さによる緯度
観測者の緯度を決定する第2の方法は、天球の極（北半球の場合は天の北極）の仰角を測定することである。緯度がゼロの場所では天の北極の仰角はゼロであり、地平線上の1点となっている。観測者の天頂の赤緯もゼロであり、観測点の緯度と等しい。
観測者の緯度が大きくなると（北へ向かうと）、天の北極の高度（仰角）も同じだけ大きくなる。地球上の北極点は緯度が90度であり、天の北極の仰角も90度となる。
現代であれば、ポラリスがほぼ天の北極に近い位置に輝いているので、正確ではないがその高度から大まかな緯度がわかる。しかしピュテアスの時代にはポラリスは現在の位置にはなかったため使えなかった。ピュテアスは天の北極が四辺形の1頂点の何もない場所で、他の3頂点に星が輝いていることを記している。それらの恒星については記録が残っていないが、計算によるとりゅう座のαおよびκ、こぐま座のβだと見られている。
ピュテアスは北極圏の位置をつきとめ、地球の北端にある寒帯を探検する意図を持って北に帆走した。彼はその円の緯度を度数で知っていたわけではない。寒帯の定義としてピュテアスが知っていたのは、天球のうち常に沈まない部分を示す円と北回帰線 tropikos kuklos が接している位置だということだけだった。この円（線）の角度はストラボンによれば24度であり、ピュテアスが知っていたのはそれに相当する正接値だと思われるが、ピュテアスがそれについて述べた記録はない。ピュテアスがどのような数学的形式で知っていたかは定かではないが、自身が北極圏に入ったかどうかを知るためには定期的に天の北極（ストラボンらは eksarma tou polou と呼んだ）の仰角を計測するしかなかった。
今日では船上で象限儀を使って容易に仰角を計測できる。電子航行システムによって、そのような単純な計測装置も不要になっている。経度はピュテアスの時代には全く計測不可能だったが、船の周囲に全く陸が見えないということはめったになかったので、その点は大きな問題ではなかった。東西の距離の測定は地理学者の論争の的になっている問題で、ストラボンが頻繁に扱う主題でもある。gnōmōn を使えば、南北の距離は1度単位の精度で求めることが可能だった。
gnōmōn を使った計測では、揺れる船上でしかも夜に計測するのは至難の業である。ピュテアスは夜間は停船して上陸し、gnōmōn を使った計測をすると同時に原住民と話をしたと考えられる。そのために通訳を同行させた可能性もある。現存する断片から、航海日誌でもあるペリプルスにとって gnōmōn が極めて重要だったことがわかる。原住民との交流がどのようなものだったかはほとんど分かっていない。ケルト人とゲルマン人は彼に協力していたようであり、その航海が純粋に科学的なものだったことを示している。長い航海であるから、食料や水の補給をし、船を修理する必要があった。ピュテアス一行は特別な「客」としてもてなされたと考えられる。

### 北極圏の位置
古代ギリシアの天体の運行についての見方は、イオニア人がバビロニアから導入したものが元になっており、その知識を使ってアルカイック期に海洋国家として発展し、交易を行い海外に植民した。マッシリアはイオニア人の植民都市の1つである。イオニアの哲学者タレスは沖にある船までの距離を海岸から測ることができたという逸話が知られているが、これはピュテアスがマッシリアの緯度を計測したのと同じく三角比の応用である。
古代ギリシアの天文学モデルはピュテアスのころから既に存在していたが、度の概念だけはまだなかった（後のヒッパルコスがそれを追加した）。そのモデルは、宇宙を同じ極軸で貫通された天球と地球に分けたものである。それぞれの球は円 (kukloi) によって帯 (zonai) に分けられている。天球の帯は地球の帯をそのまま投影したものである。
帯への分割は、恒星の軌道、太陽の軌道、月の軌道を基本とする。今では地球が太陽のまわりを公転していて、その自転軸が傾いているために昼が長くなったり（夏）、夜が長くなったりする（冬）とわかっている。古代ギリシアでは逆に地球の周りを太陽や恒星が回っていると考えていた。恒星は極を中心として一定の軌道を描く。一方太陽は天球に対して傾いた軌道を描いて移動しており、天球上を北や南に移動する。この太陽の軌道を黄道と呼ぶ。黄道が通っている星座を黄道十二星座と呼ぶ。
正午の太陽が垂直に立てた棒に落とす影が帯の定義の基本である。黄道の北端と南端の点が通る極軸に垂直な円が回帰線（tropics、tropikoi kukloi = 「転換点の円」）で、それぞれの点の位置する黄道十二星座がかに座とやぎ座であることから北回帰線 (Tropic of Canser) と南回帰線 (Tropic of Capricorn) と名付けられた。夏至 (therinē tropē) の正午、北回帰線上の棒には影ができない。回帰線に挟まれた緯度の部分を熱帯 (torrid zone, diakekaumenē) と呼ぶ。
熱帯に位置するエジプトやリビアの南部（サハラ砂漠）での経験から、古代ギリシアの地理学者は熱帯が居住不可能だとした。対称性から北にも居住不可能な寒帯 (frigid zone, katepsugmenē) があると考えられ、ホメーロスのころからの北方についての見聞はそれを裏付けていた。熱帯が赤道から北回帰線までであるように、寒帯は北極点を最北端として熱帯と同じ程度の幅があると想定された。ストラボンはそれを北極点から24度までだとし、ピュテアスも同じ位置を示す正接値を考えていたはずだが記録は残っていない。したがって北極圏は北緯66度から始まる。
赤道上では、天の北極 (boreios polos) は水平線上にある。観測者が北へ向かうに従って、北極の高度が徐々に大きくなり周極星、すなわち地平線に沈まない恒星が出てくる。北回帰線では、周極星の範囲は天の北極から24度までになる。こぐま座のほぼ全体が周極星の範囲に含まれるようになる。このため、その緯度を arktikos kuklos（くまの円）と呼ぶ。天球の北極圏はこの範囲を指す。天球の北極圏とは周極星の範囲を指し、緯度によって異なる範囲を指すことになる。
周極星の範囲が天の北極から66度までの範囲の地点では、天の北極圏と天の北回帰線の円が一致する。ピュテアスが、トゥーレでは北極圏と北回帰線が一致しているといったのはこのことである。そこでは夏至の日に太陽が沈まない。北極では北極圏の円が天の赤道の円と一致するため、日出や日没がなく、太陽は一年をかけて上下する。

### 夏至と冬至による緯度
ストラボンは太陽の高度の測定値として天文学用のキュビット（pēchus、肘から小指の先までの前腕の長さ）を使っている。このときのキュビットの正確な意味は不明である。直線距離なのか円弧に沿った距離なのか不明であり、天球上の距離とは思われず、gnōmōn とも関係がない。ヒッパルコスはこの用語をバビロニアの文献から借用しており、その場合は2度に相当する。古代シュメールからキュビットが導入されたのはかなり古く、バビロニアやイオニアでキュビットと度の間の関係が決まっていたとしても、その定義は現存していない。ストラボンは度を定義するにあたってキュビットまたは大円の比率を使っている。古代ギリシアでも夏至の日の太陽の出ている時間を緯度の測定に使っていた。分点のときの日の出から日没までの時間を12等分したものを分点時間 (hōrai isēmerinai) としていた。
ピュテアスが計測したデータを一部採用して、ヒッパルコスは冬至の正午の太陽の高度のキュビット値、夏至の日中の時間による緯度、いくつかの緯度の異なる場所の距離（スタディオン）を関係づけていった。ピュテアスはマッシリアとビュザンティオンが同じ緯度であることを示した（前述）。（ストラボンによれば）ヒッパルコスはビュザンティオンとポリュステネース（ドニエプル川）河口が同じ子午線上にあり、その子午線弧長が3700スタディア（ストラボンの1度700スタディアという定義によれば、5.3度）だとした。その河口と同緯度の線を延ばしていくとケルティカに到達する。したがってピュテアスが緯度と距離の計算の基準としたケルティカについて、マッシリアからケルティカまでの距離は3700スタディアと確定できる。
ストラボンはアイルランド島 (Ierne) がこの基準線から北に5000スタディア弱（7.1度）にあるとした。これらから、ケルティカの位置はロワール川河口付近だということがわかる。そこにはブリテンのスズの交易が行われていたエンポリウムがあった。アイルランド側の参照地点はベルファストである。ピュテアスはスペインの海岸沿いからビスケー湾を渡ってロワール川河口まで到達したか、ずっと海岸沿いを帆走してそこに到達した。その後、ブレストあたりからコーンウォールに向かってイギリス海峡を横断。アイリッシュ海を渡ってオークニー諸島に到達。ストラボンがピュテアスの言だとしたエラトステネスの記述は、イベリア半島の北は大洋を横断するよりケルティカに向かう方が容易だとしているが、これはあいまいである。彼は両方のルートを知っていたように見えるが、どちらをとったかは述べていない。
ケルティカの基準線では、冬至の正午の太陽の高度が9キュビットで、夏至の太陽が出ている最長時間は16時間だとある。ケルティカから北に2500スタディア（約283マイル、3.6度）のところに、ヒッパルコスがケルト人、ストラボンがブリテン人と呼ぶ住民がいた（ストラボンが両者が同じだと知っていたら指摘する必要のなかった不一致である）。その位置はコーンウォールである。そこでの冬至の太陽高度は6キュビット、夏至の日照時間は17時間である。マッシリアから北に9100スタディア（約1032マイル、ケルティカからは5400スタディア、7.7度）で、冬至の太陽高度は4キュビット、夏至の日照時間は18時間とされている。この場所はクライド湾沿いの村と見られる。
ここでストラボンはまた屁理屈をこねている。ストラボンによればピュテアスを信じたヒッパルコスはこの地域がケルトに属するとし、すなわちブリテン島よりも南に位置するとしたが、ストラボンは計算からはここがアイルランドより北だと指摘する。しかしながらピュテアスはそこがブリテン島の一部である現在のスコットランドだとわかっていたはずで、ピクト人が住み、アイルランドより北だということもわかっていたはずである。スコットランド南部では夏至の日照時間は19時間である。ストラボンは理論だけでアイルランドが極めて寒冷だとし、それより北には人間が住めるはずがないと言い切っている。後世の後知恵に対してピュテアスは実際に現地を観察しており、ストラボンよりずっと科学的だったといえる。ストラボンはピュテアスの記述の奇妙さが信じられないというだけでそれらの発見を軽んじた。特にスカンジナビアに人間が住んでいるということを信じられなかったことがストラボンがピュテアスを嘘つきだとした最大の原因である。また、その不信がピュテアスのデータを捻じ曲げることにも繋がっていると見られる。

## 潮汐
大プリニウスは「マッシリアのピュテアスによれば、ブリテンでは潮の干満差が80キュビットになるという」と記している。この一節で大プリニウスが使っているキュビットという単位の長さは不明だが、どのキュビットを使ってもほぼ似たような過大な値になる。古代ギリシアのキュビットだとすると1キュビットは463.1ミリメートルであり、干満差が37 mもあったことになる。北海沿岸で最も干満差の激しいウォッシュ湾でも最大で6.8 mである。真相は不明だが、ピュテアスは高潮のことを言っているのではないかと見られている。
アエティオスが書いた断片が偽プルタルコスとストバイオスの文献で一致しており、上げ潮（ギリシャ語: πλήμμυραι, ラテン文字転写: plēmmurai）の原因を「月の満ち」（ギリシャ語: πλήρωσις τῆς σελήνης, ラテン文字転写: plērōsis tēs sēlēnēs）、下げ潮（ギリシャ語: ἀμπώτιδες, ラテン文字転写: amplōtides）の原因を「欠け」（ギリシャ語: μείωσις, ラテン文字転写: meiōsis）だとしている。しかし語義が非常にあいまいであり、ピュテアスが月と潮汐の関係を具体的にどう考えていたのかは不明である。これについては様々な解釈が存在する。
毎日の干満の原因が月の満ち欠けだとしたなら、当時の天文学者や数学者にも間違いだとわかっただろう。大潮と小潮が満月と朔に対応するとした場合、半分だけ正しい（満月と朔ではどちらも大潮になる）。重力の存在は当時既に知られていたが、ピュテアスは単に月の満ち欠けが潮汐の原因としたように思われる。不完全ではあるが、ピュテアスは月の満ち欠けと潮汐を結びつけて考えた最初の人物だった。

## 後世への影響
ピュテアスは長い間北方世界についての主要な情報源であり、おそらく唯一の情報源だった。
ストラボンはポリュビオスの著作を引用してピュテアスが嘘を広めたことを非難している。ストラボンはピュテアスが大航海を行えるほど裕福だったはずがないとしている。Markhamは資金の問題について、マッシリアの商人たちが地理学者だったピュテアスに謎に包まれた北ヨーロッパへの航路開拓を依頼したとする説を示唆している。しかし、地理学者だったとしてもストラボンがピュテアスをペテン師だと断じているのに対する反論にはならない。
ストラボンはピュテアスが信用できないことを示すため、既知の地域についてピュテアスがいくつも間違ったことを記していることを挙げ、「既知の地域についてこのような大きな嘘をつく人物なら、誰も知らない地域についても同様だろうと私は想像している」と結論している。例えば、ピュテアスはケントがケルティカから数日の帆走の距離だとしているが、実際には海峡を隔てたガリアから見える位置にある。ピュテアスが実際にそこを訪れたなら、それに言及しないのはおかしいとストラボンは指摘する。
ストラボンの指摘は正しい部分もあるが、欠陥もある。ストラボンはケルティカの範囲についてその時代の見方を適用しており、ブリテン島と相対している部分が含まれると考えている。しかしピュテアスはもっと南のロワール川河口あたりを指していると考えられ、そこからなら数日かかってもおかしくない。
ストラボンは他にも間違った指摘をしている。例えば彼はアイルランドより北には人間が住んでいないと信じていた。いずれにしても後世の人間が何を言っても、ピュテアスには応えようも反論しようもないし、後世の疑問のほとんどは未解決である。ある人にとっては大胆な冒険家だが、別の人にとっては大間違いを犯した人か嘘つきである。
タキトゥスや他の作家のブリテンやゲルマンに関する記述を根拠もなくピュテアスからの引用とする慣習があったため、ピュテアスの航海は脚色され、実際よりも多くの史上初がピュテアスの事績とされ、歴史とされてきた。それらはピュテアス以外の多くの人々の歴史であり、それを1人の探検家の1回の航海に詰め込んだことは全くの虚構である。
その結果、ピュテアスを主人公とする歴史小説やウェルギリウスにまで遡るピュテアスを称える詩が数多く書かれてきた。この傾向は現代まで続いている。例えば20世紀の詩人チャールズ・オルソンの Maximus Poems はピュテアスを重要な主題としている。